# Worms W.M.D
Worms W.M.D — видеоигра серии Worms в жанрах артиллерия и пошаговая стратегия, разработанная и изданная компанией Team17 для платформ Xbox One, PlayStation 4 и PC 23 августа 2016 года. 23 ноября 2017 года Worms W.M.D была портирована на консоль Nintendo Switch. 11 апреля 2023 года игра вышла на iOS и Android. Официальным локализатором игры выступила компания «Бука».
Как и в предыдущих частях серии, в Worms W.M.D игрок управляет командой червяков, уничтожая червей других команд с помощью разнообразного оружия. Присутствует несколько одиночных и многопользовательских режимов. Основными нововведениями являются возможность использования построений в качестве укрытий, применения танков, вертолётов и прочей техники для нападения на врагов, а также создания различного оружия с помощью определённых вещей.
Игра была анонсирована в 2015 году. Разработчики решили развивать в новом проекте концепцию Worms Armageddon, внося различные нововведения в игровой процесс и визуальный стиль. Worms W.M.D была положительно встречена игровой прессой. К достоинствам были отнесены интересные нововведения и классический, весёлый геймплей, но критике подвергались камера и визуальное оформление.

## Игровой процесс

На скриншоте продемонстрировано использование одного из новых аспектов серии — боевой техники: червяк команды игрока с помощью вертолёта ведёт огонь с воздуха по червякам вражеской команды

Как и предыдущие части серии, Worms W.M.D представляет собой пошаговую стратегическую игру, выполненную в двухмерной графике. Основная задача игры — управлять командой червяков и уничтожать другие команды с помощью различного оружия, такого как базуки и гранаты или более причудливого, как овцы и банановые бомбы. Команды действуют по очереди, и после определённого события во время хода одной команды (например, использования оружия или получения урона) наступает ход другой. У каждого червяка есть очки здоровья, и если червяк подвергнется воздействию оружия или падению с большой высоты, то эти очки будут уменьшаться; уменьшение очков здоровья до нуля и падение в воду приводят к смерти червяка. Ландшафт и различные объекты на нём (например, пороховые бочки) подвергаются разрушениям при воздействии на них оружия. Побеждает команда, в которой остался жив хотя бы один червяк, в то время как во вражеской команде не осталось ни одного живого червяка.
В Worms W.M.D, по сравнению с предшественниками, внедрено несколько нововведений. Так, у червяков появилась различная техника, каждая со своими особенностями, с помощью которой можно перемещаться по ландшафту и атаковать врагов, например танки и боевые вертолёты; помимо них есть и различные оружейные установки в разных местах ландшафта, например мортиры и пулемёты. Также появилась возможность заходить в различные сооружения, чтобы укрыться от атаки врага: при нахождении червяка в сооружении, внутреннее пространство последнего и сам червяк видны только этому червяку и его команде. Кроме того, появилась возможность создавать оружие из различных вещей, которые можно получить из определённых выпадающих ящиков или путём демонтажа имеющегося оружия и последующим созданием другого.
В Worms W.M.D предоставлены несколько режимов. В одиночной игре предлагаются обучение, кампания и прочие миссии для одного игрока. В сетевой игре можно участвовать в локальной или онлайн-игре, которые поддерживают до шести игроков. В дополнительной настройке игрок может редактировать имеющуюся или создать новую команду червяков, а также редактировать стиль игры (время хода, количество того или иного оружия, наполненность ландшафта теми или иными объектами и много другое). Различные элементы одежды и озвучивания червяков открываются путём увеличения очков опыта, для чего нужно проходить одиночные миссии и участвовать в рейтинговой онлайн-игре. Во вкладке сообщества игрок может просматривать различную информацию и последние новости игры. В Worms W.M.D также действует система трофеев и достижений.

## Разработка и выход игры
| Системные требования    | Системные требования                                      | Системные требования                                |
| ----------------------- | --------------------------------------------------------- | --------------------------------------------------- |
|                         | Минимальные                                               | Рекомендуемые                                       |
| Windows                 |                                                           |                                                     |
| ОС                      | Windows 7/8.1/10 (32 бит)                                 | Windows 7/8.1/10 (64 бит)                           |
| ЦПУ                     | Intel Dual-Core 6600 (2.4×2 ГГц)                          | Intel Core i5-2500k 3.3 ГГц или AMD FX 6300 3.5 ГГц |
| Объём ОЗУ               | 2 ГБ                                                      | 4 ГБ                                                |
| Место на диске          | 4 ГБ                                                      | 4 ГБ                                                |
| Информационный носитель | цифровая дистрибуция (Steam)                              | цифровая дистрибуция (Steam)                        |
| Видеокарта              | Intel 4400, NVIDIA GeForce GTX 280 или AMD Radeon HD 7750 | NVIDIA GeForce GTX 750 или AMD R7 370               |
| macOS                   |                                                           |                                                     |
| ОС                      | 10.9.5 или выше                                           | 10.9.5 или выше                                     |
| ЦПУ                     | Intel Core i5 (1.7 ГГц)                                   | Intel Core i5 (2.8 ГГц)                             |
| Объём ОЗУ               | 4 ГБ                                                      | 4 ГБ                                                |
| Место на диске          | 4 ГБ                                                      | 4 ГБ                                                |
| Информационный носитель | цифровая дистрибуция (Steam)                              | цифровая дистрибуция (Steam)                        |
| Видеокарта              | Intel HD Graphics 4000                                    | AMD Radeon 5750, Nvidia GT 750M c 1024 Мб памяти    |
| SteamOS + Linux         |                                                           |                                                     |
| ОС                      | Ubuntu 14.04 (64 бит), SteamOS, Linux Mint 17.1           | Ubuntu 14.04 (64 бит), SteamOS, Linux Mint 17.1     |
| ЦПУ                     | Intel Dual-Core 6600 (2.4×2 ГГц)                          | Intel Core i5-2500k 3.3 ГГц или AMD FX 6300 3.5 ГГц |
| Объём ОЗУ               | 2 ГБ                                                      | 4 ГБ                                                |
| Место на диске          | 4 ГБ                                                      | 4 ГБ                                                |
| Информационный носитель | цифровая дистрибуция (Steam)                              | цифровая дистрибуция (Steam)                        |
| Видеокарта              | Intel 4400, NVIDIA GeForce GTX 280 или AMD Radeon HD 7750 | NVIDIA GeForce GTX 750 или AMD R7 370               |

За разработку Worms W.M.D, как и в случае с предыдущими частями серии, была ответственна студия Team17, она же выступила издателем. В новой части разработчики решили реализовать несколько нововведений: червякам дали возможность использовать транспортные средства для боя, а также заходить в построения, что значительно расширяет тактику игры. Помимо этого, в Worms W.M.D, по словам разработчиков, игрокам будут доступны более 80 видов различного оружия, как новых, так и известных по старым частям серии; кроме того, внедрена возможность создания усиленного оружия во время боя. По словам руководителя разработки игры, Кевина Картью, дававшему интервью ресурсу Gamereactor, дизайн отрисованных вручную ландшафтов был изменён в сторону большей реалистичности, пересмотренный внешний вид червяков сделан под влиянием таких анархичных мультипликационных персонажей, как Рен и Стимпи и их более современных аналогов, а новые игровые элементы должны порадовать как поклонников серии, так и новых игроков, сама же команда непосредственно черпала идеи из игры Worms Armageddon, на усовершенствованном движке которой и создавалась новая часть. Как и в предшественниках, большое внимание разработчики уделили мультиплееру, который поддерживает до шести игроков и реализован как в локальном варианте, так и онлайн.
Worms W.M.D была анонсирована 31 июля 2015 года вместе с другой игрой серии — Worms 4. Worms W.M.D приурочена к 21-летию серии и 25-летию Team17. Согласно первой информации, выход Worms W.M.D был назначен на 2016 год для игровой приставки Xbox One и персональных компьютеров под управлением Windows. 9 марта 2016 года Team17 подтвердила разработку Worms W.M.D для консоли PlayStation 4. Worms W.M.D демонстрировалась на выставках gamescom в августе 2015 года и Comic Con в мае 2016 года. Выход Worms W.M.D состоялся 23 августа 2016 года. По предварительному заказу игроки получали издание All-Stars Pack, которое включает в себя множество контента из других игр, в том числе сторонних компаний, как например Saints Row IV, Rocket League, Goat Simulator, а также оригинальной Worms 1995 года; 15 ноября контент этого издания стал бесплатно доступен для всех игроков. Специально для Steam-версии Worms W.M.D имеется контент из Team Fortress 2, а для версии Xbox One — комплект предметов по мотивам игр студии Rare, таких как Perfect Dark, Battletoads и других. Локализацией версии для PlayStation 4 на русский язык занималась компания «Бука». Впоследствии для Worms W.M.D выходили бесплатные дополнения, исправляющие ошибки и добавляющие новый контент и функционал, проводились онлайн-турниры. 31 августа 2017 года Team17 анонсировала версию Worms W.M.D для Nintendo Switch, которая будет включать в себя как новый дополнительный контент, так и весь ранее выпущенный для остальных платформ. Выход этой версии состоялся 23 ноября 2017 года.

## Оценки и мнения
| Сводный рейтинг       | Сводный рейтинг                                        |
| Агрегатор             | Оценка                                                 |
| --------------------- | ------------------------------------------------------ |
| GameRankings          | 82,50 % (NS) 79,50 % (PC) 77,94 % (PS4) 74,67 % (XONE) |
| Metacritic            | 83/100 (NS) 78/100 (PS4) 76/100 (PC) 75/100 (XONE)     |
| MobyRank              | 81/100 (PS4) 78/100 (PC)                               |
| «Критиканство»        | 77/100                                                 |
| Иноязычные издания    |                                                        |
| Издание               | Оценка                                                 |
| Destructoid           | 7/10                                                   |
| Eurogamer             | Recommended                                            |
| GameRevolution        | 3,5/5                                                  |
| GameSpot              | 8/10                                                   |
| IGN                   | 7,8/10                                                 |
| Nintendo World Report | 8,5/10                                                 |
| OXM                   | 6/10                                                   |
| XboxAddict            | 90 %                                                   |
| Русскоязычные издания |                                                        |
| Издание               | Оценка                                                 |
| 3DNews                | 8/10                                                   |
| PlayGround.ru         | 8,5/10                                                 |
| Riot Pixels           | 55 %                                                   |
| «Игромания»           | 7,5/10                                                 |

Worms W.M.D получила преимущественно позитивные оценки от критиков. На сайтах GameRankings и Metacritic игра имеет средний балл 82,50 % и 83/100 в версии для Nintendo Switch, 79,50 % и 76/100 для PC, 77,94 % и 78/100 для PlayStation 4, 74,67 % и 75/100 для Xbox One соответственно. К достоинствам Worms W.M.D обозреватели отнесли классический для серии увлекательный игровой процесс и наличие интересных нововведений, но критиковали недочёты визуального оформления и неудобную систему камер.
Рецензентам понравилось, что разработчики сделали игровой процесс похожим на таковой в проверенном временем Worms Armageddon. Критик сайта IGN, Дейв Радден, назвал Worms W.M.D весёлой игрой с традиционно интересным мультиплеером. Джейсон Д’Априле, обозреватель GameSpot, отнёс к плюсам отличное переосмысление классического игрового процесса Worms. Адам Дилева (XboxAddict.com) был доволен, что «Team 17 вернулась к тому, что сделало Worms такой отличной [игрой]». Дан Купман, критик Nintendo World Report, удостоил похвалы весёлый стратегический игровой процесс, миссии и «солидные» многопользовательские предложения. Ян Хигтон из Eurogamer похвалил многопользовательскую игру с «безграничными возможностями хаотического веселья». Максим Козырь, представитель «Игромании», отнёс к достоинствам хардкорный мультиплеер и знакомую с детства механику игры, но при этом отметил, что Worms W.M.D на поверку всё та же Worms Armageddon 1999 года, что является главным минусом и в то же время плюсом игры. Гоша Берлинский (PlayGround.ru) оставил схожее мнение, похвалив классическую механику и управление игры. Хороших отзывов в Worms W.M.D удостоилась и система кастомизации команд. Однако, несмотря на похвальные отзывы о геймплее, к недостаткам журналисты часто относили «блеклый» искусственный интеллект, отсутствие редактора карт, а также нехватку разнообразия в контенте.
Преимущественно положительные отзывы получили нововведения в виде укрытий, техники и создания оружия, которые, по мнению критиков, вносят в классический геймплей разнообразие и свежесть. Радден позитивно отнёсся к новым возможностям игры, особенно ему понравилась «приятная», хоть и немного запутанная, система создания оружия. «Новые функции дополняют проверенную формулу серии» — так отозвался о нововведениях Д’Априле. Джеб Хаут (GameRevolution) отметил, что техника добавляет разнообразия, а систему создания оружия он назвал весёлой и полезной, однако посетовал на то, что транспортные средства слишком легко забрать у другого червяка. Высоко транспортные средства и создание оружия оценил и Дилева. Рецензент Destructoid, Крис Картер, заметил, что транспортные средства сбалансированы, но больше всего ему понравилась система создания оружия. Хигтона впечатлило, что игроки могут быть заняты крафтингом во время хода противника. Алексей Апанасевич (3DNews) отнёс нововведения к достоинствам: как он считает, техника и крафтинг органично и ненавязчиво вписались в игровой процесс. С этим согласился и Козырь: техника повышает уровень безумия, укрытия развивают техническую часть, а крафт повышает простор для манёвра. Негативный отзыв о нововведениях оставил критик сайта Riot Pixels, Андрей Столяров, по мнению которого укрытия, техника и крафт напрочь губят динамику игры.
Неоднозначные отзывы получила визуальная составляющая игры. Дилева назвал W.M.D «одной из самых привлекательных игр Worms», приведя в пример яркие цвета и свежий стиль. Д’Априле назвал мультипликационную презентацию «фантастической», хотя и покритиковал ненадёжную камеру. Хаут тоже подверг критике камеру игры, которая возвращается в исходное положение после первого выстрела. Купман назвал графику Worms W.M.D «чёткой», но всё так же записал в недостатки «немного неустойчивую» систему камер. С мнениями о камере согласился и Хигтон. Раддену не понравилось, что укрытия порой трудно отличить от декоративных элементов ландшафта: «Даже когда я могу сказать, что в гигантский замок или здание можно войти, точки входа часто трудно различить». Козырь подверг критике «сомнительное» художественное оформление, из-за чего игра, по его мнению, теряет огромную долю своего обаяния: в качестве примера он привёл дизайн червяков и потерявшие сюрреализм декорации. В отличие от Козыря, рецензенты остальных русскоязычных изданий положительно оценили графический стиль, назвав его великолепным и радующим взгляд. Помимо прочего, некоторые обозреватели обратили внимание на случайные падения кадровой частоты.
Звуковое оформление Worms W.M.D получило в основном позитивные отзывы. Д’Априле похвалил отличную аудио-составляющую. Радден отметил большое количество разблокируемых голосов червяков, однако назвал позором отсутствие возможности записывать собственные насмешки и звуки победы. Картер заметил, что Team17 даже решили добавить более актуальные озвучки, как например «Budding Streamer», которая часто выкрикивает глупости. Дилева тоже остался под впечатлением от обширного выбора звуковых дорожек. Козырь отметил незначительные улучшения звукового ряда, по сравнению с предыдущими частями серии. Апанасевичу понравились хорошие эффекты звуков оружия, забавное озвучивание червяков на разных языках и приятная тематическая музыка, которой хоть и немного, но композиции не приедаются. Аналогичное мнение о музыкальном сопровождении высказал Столяров: «Жуткую и вместе с тем поразительно уютную атмосферу укрепляет и саундтрек, и хотя создал его не Бьёрн Люнне, известный по первым частям серии, мелодии всё равно кажутся очень родными».
Летом 2018 года, благодаря уязвимости в защите Steam Web API, стало известно, что точное количество пользователей сервиса Steam, которые играли в игру хотя бы один раз, составляет 286 591 человек.